# Dauricina
Dauricina es un bloqueador de los canales de calcio. Es la toxina principal que hace venenosa a la trepadora norteamericana Menispermum canadense.